# Saint-Georges-de-Bohon
Saint-Georges-de-Bohon è un comune francese di 413 abitanti situato nel dipartimento della Manica nella regione della Normandia.
Fa parte del cantone di Carentan nella circoscrizione (arrondissement) di Saint-Lô.

## Società

### Evoluzione demografica
Abitanti censiti